# Tana (Fluss)
Der Tana ist Kenias größter Fluss. Über seine Länge gibt es unterschiedliche Angaben zwischen 700 und 1000 Kilometern – eine Folge der Tatsache, dass sein Beginn im Gebiet des ganzjährig von Schnee bedeckten Mount-Kenya-Massivs nicht eindeutig feststellbar ist.

## Geografie
Der Tana fließt im Osten des Mount-Kenya-Massivs zunächst nach Norden, biegt dann nach Osten ab und wendet sich nach Südosten, um nach einem langen Weg durch trockenes Busch- und Halbwüstengebiet schließlich in der Ungwana-Bucht den Indischen Ozean zu erreichen. Der Fluss hat im Bereich des Mount-Kenya-Massivs zahlreiche Stromschnellen und Wasserfälle. Im weiteren Verlauf schlängelt er sich ruhiger durch die Landschaft. Er kann jedoch auch in seinem unteren Teil noch stellenweise für das Wildwasser-Rafting verwendet werden.
An den Ufern des Flusses befindet sich auch das elf Quadratkilometer große Tana River Primate National Reserve, in dem unter anderem zwei nur hier vorkommende Affenarten (der Tana-Stummelaffe und die Tana-Mangabe) sowie 262 Vogel- und 57 Säugetierarten leben. Dieses Projekt leidet nach eigenen Angaben der Weltbank unter den Auswirkungen der Flussregulierungen. Außerdem gibt es bei diesem Nationalpark Konflikte mit der einheimischen Bevölkerung, die sich vertrieben sieht.
An den Tana grenzt auch der Kora-Nationalpark an, in dem George Adamson („Born Free“) bis zu seiner Ermordung 1989 durch somalische Wilderer lebte.

## Kraftwerke und Stauseen
Mit sieben Staudämmen und fünf Wasserkraftwerken, gefördert durch die Weltbank und nationale Regierungen, hat der Mensch massiv und mit erheblichem finanziellen Aufwand in das Ökosystem des Flusses eingegriffen. Der Fluss ist von entscheidender Bedeutung für die Stromversorgung des Landes, vor allem der Hauptstadt Nairobi. Umweltschützer beklagen die Vertreibung der einheimischen Bevölkerung durch den Kiambere-Damm ebenso wie das als völlig fehlgeschlagen geltende Buru-Bewässerungsprojekt, das heute eine Dürrelandschaft ist.
Flussabwärts gesehen wird der Tana durch die folgenden Kraftwerke aufgestaut:
| Kraftwerk | Betreiber | Max. Leistung (MW) | Stausee   | Oberfläche (km²) | Volumen (km³) |
| --------- | --------- | ------------------ | --------- | ---------------- | ------------- |
| Masinga   | KenGen    | 40                 | Masinga   | 120              | 1,56          |
| Kamburu   | KenGen    | 94,2               | Kamburu   | 60               | 0,123         |
| Gitaru    | KenGen    | 225                | Gitaru    |                  | 0,016         |
| Kindaruma | KenGen    | 72                 | Kindaruma | 2,4              | 0,016         |
| Kiambere  | KenGen    | 168                | Kiambere  |                  | 0,585         |

In den 1970er-Jahren wurden Machbarkeitsstudien für den Ausbau der Wasserkraft am Tana durchgeführt, die eine Kaskade von 11 Kraftwerken vorsahen. Davon wurden aber bisher nur die obigen fünf realisiert.

## Hydrometrie
Die Durchflussmenge des Flusses wurde über 41 Jahren (1934–75) in Garissa, einer Stadt etwa 250 Kilometer flussaufwärts von der Mündung gemessen. Die in Garissa beobachtete mittlere jährliche Durchflussmenge betrug in diesem Zeitraum 155 m³/s.
- Diagrammdaten:
- Definition |
- Rohdaten |
- Hilfe

## Bilder

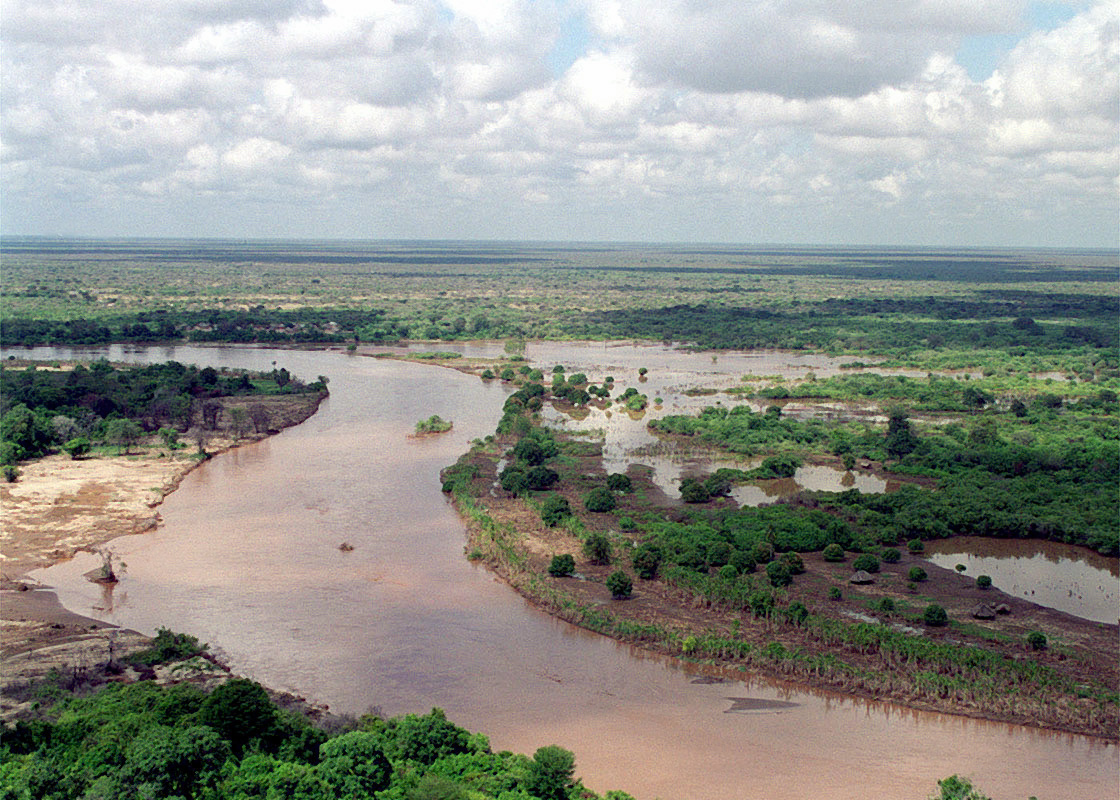
Der Tana 1998
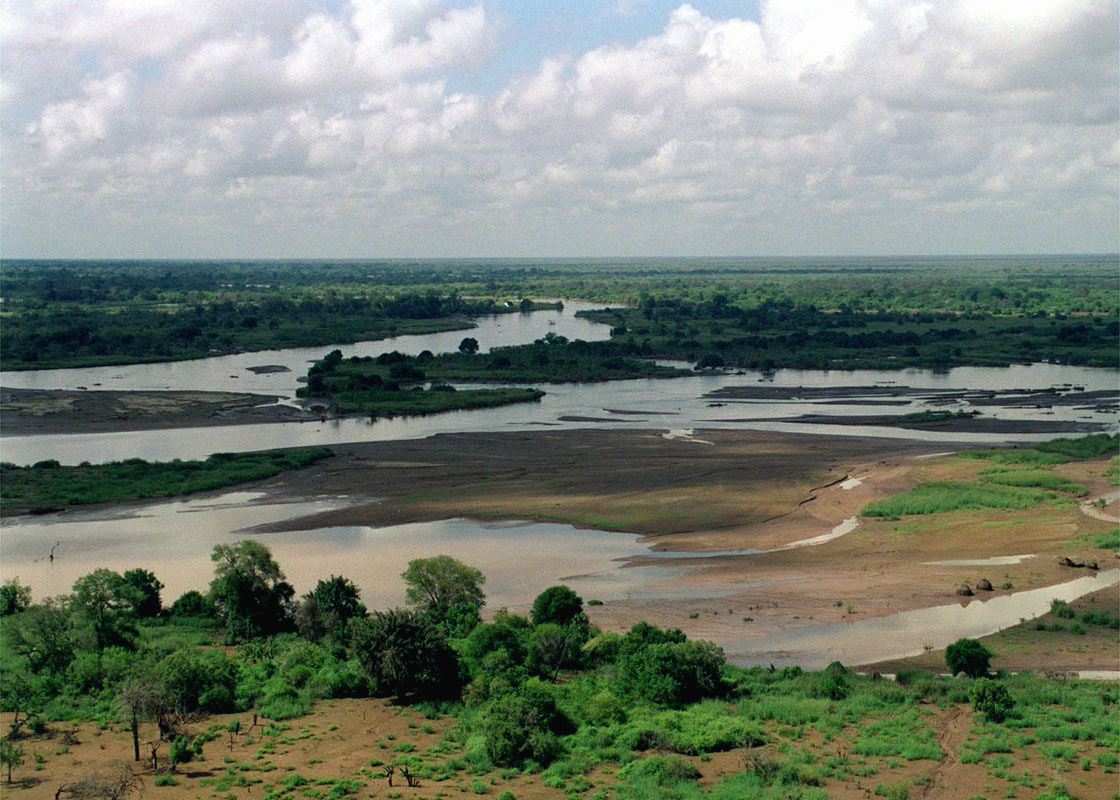
Der Tana 1998